# Cativá
Cativá è un comune (corregimiento) della Repubblica di Panama situato nel distretto di Colón, provincia di Colón. Si estende su una superficie di 23,1 km² e conta una popolazione di 34.558 abitanti (censimento 2010).